# ليزي كاتشينكا
ليزي كاتشينكا (بالإنجليزية: Liese Katschinka)‏، مترجمة فورية، مترجمة تحريرية، (اتحاد المترجمين الفوريين والتحريريين النمساوي)، ولدت في فيينا، النمسا عام 1953م، هي نائب رئيس منظمة "AACI" لخدمة المجتمع منذ عام 1978.

## التعليم
تلقت تعليمها في النمسا والولايات المتحدة الأمريكية. درست في جامعة فيينا، حصلت على شهادة الدبلوم في (الترجمة التحريرية والفورية) عام 1968م.

## الأنشطة المهنية
عملت مترجمة حرة غير متفرغة في مؤتمرات (AIIC) لغة (ألماني / إنجليزي)، ومترجمة فوري (الألمانية / الإنجليزية / الفرنسية)، معتمدة من الاتحاد مترجم فوري (ألماني / إنجليزي). فضلا عن الترجمة في العلوم التكنلوجيا في جميع مراحل حياتها المهنية.
- انضمت إلى الاتحاد الدولي للمترجمين (فيينا، النمسا- 1984)، لها العديد من الندوات في المؤتمرات الدولية الخاصة بالاتحاد الدولي للمترجمين، الترجمة الفورية على سبيل المثال في: (فينترتور، سويسرا - 2006؛ ماغديبورغ، ألمانيا - 2004؛ باريس، فرنسا - 2002؛ غراتس، النمسا - 2000). كما شاركت في عدد من انشطة الجمعيات الوطنية والدولية على سبيل المثال في: (السكرتير العام للمترجمين الفوريين والمترجمين التحريريين النمساوية).[2]
- كما شاركت في وضع معايير الجودة للمترجمين التحريريين والفوريين (ÖNORM D 1200 و EN 15038).

## المناصب
شغلت عدة مناصب في المنظمات الوطنية والدولية منها:
- السكرتير العام للمترجمين الفوريين والمترجمين التحريريين النمساوية (1982-1991).[2]
- نائب رئيس الاتحاد الدولي للمترجمين (1984 - 1987) .
- السكرتير العام لاتحاد المترجمين التحريريين والمترجمين الفوريين (FIT) النمساوي - الجامعي (1984- 1993).[3]
- عضو في مجلس ولجنة المترجمين الفوريين القانونية للاتحاد الدولي للمترجمين الفوررين (منذ عام 1985).
- السكرتير العام لالاتحاد الدولي للمترجمين (1993 - 1999).[4]
- رئيس لجنة الاتحاد الدولي للمترجمين مجلس المترجمين الفوريين والترجمة القانونية (منذ عام 1999).
- نائب رئيس الجمعية النمساوية واتحاد المترجمين الفوريين (منذ عام 1998).
- رئيس اللجنة التنفيذية و القانونية الانتقالية للمترجمين الفوريين في اتحاد المترجمين الأوروبي.
- عضو اتحاد (AIIC) واللجنة القانونية الترجمة الفورية.[2]

## انظر ايضًا
- الاتحاد الدولي للمترجمين